# Соколиный Камень (посёлок)
Соколиный Камень (до 1985 года Дом Отдыха) — посёлок в Красноуфимском округе Свердловской области. Входит в состав территориальной администрации посёлка Сарана.

## Географическое положение
Посёлок Соколиный Камень расположен на правом берегу реки Уфа ниже посёлка Сарана, в 13 километрах (по автодороге в 21 километрах) на юго-юго-запад от административного центра округа — города Красноуфимск. В посёлке находился Дом отдыха «Сарана». В окрестностях посёлка расположены скалы Соколиный камень. В окрестностях посёлка, в 2 километрах к западу также имеется железнодорожная станция Саранинский Завод Горьковской железной дороги.

## История
Указом Президиума Верховного Совета РСФСР от 08.07.1985 г. посёлок Дом Отдыха переименован в Соколиный Камень.

## Население
| 2002 | 2010 | 2021 |
| ---- | ---- | ---- |
| 26   | ↘15  | ↗16  |

## Улицы
В посёлке расположена всего одна улица: Сосновая.